# Ice Road Truckers
Ice Road Truckers, conocida como Camioneros del hielo en Hispanoamérica y como Desafío bajo cero en España, es una serie de televisión estadounidense que trata sobre el trabajo de unos camioneros estadounidenses que deben entregar cargas por un camino mortal que incluye hielo, tormentas, avalanchas, etc., un trabajo que pocos pueden hacer. 
History lo define así: 

Durante dos meses de cada año un grupo de hombres se hace camino hacia la tundra canadiense para llevar a cabo uno de los trabajos más peligrosos que se conocen. Conductores de monumentales vehículos llevan suministros vitales para mineros a cientos de kilómetros de distancia. 
A fin de completar el viaje sobre el peligroso hielo y lagos congelados, cada hombre está altamente entrenado en supervivencia personal, listos para arreglar su camión en temperaturas bajo cero o hasta escapar del camión si el hielo se parte. 
En Ice Road Truckers, History congelará de nuevo las pantallas, conocerás los peligros y desafíos que se enfrentan en tormentas asesinas y terribles accidentes que ponen en juego la vida de estos valientes camioneros que escriben su historia sobre hielo, realizando un trabajo que pocos hombres se atreven hacer.

## Temporadas
- Anexo:Episodios de Camioneros del hielo